# Hohenseeden
Hohenseeden is een plaats en voormalige gemeente in de Duitse deelstaat Saksen-Anhalt, en maakt deel uit van de Landkreis Jerichower Land.
Hohenseeden telt 460 inwoners.